# Smokvica Mala (Kornat)
Koordinati:   43°43′26″N, 15°29′15″E
Smokvica Mala je majhen nenaseljen otoček v Jadranskem morju. Pripada Hrvaški
Otoček leži v Narodnem parku Kornati okoli 0,4 km vzhodno od Smokvice Vele in  ima površino 0,011 km². Dolžina obalnega pasu je 0,43 km. Najvišja točka na  otočku doseže višino 7 mnm.